# Set It Off
A Set It Off amerikai pop-rock/pop-punk zenekar. 2008-ban alakult meg a floridai Tampában. Karrierjük kezdetén még főleg szintetizátor uralta rockot játszottak, ám az évek alatt kinőtték azt a stílust, és rock ihletésű popzenét kezdtek el játszani. Legismertebb dalaik a Why Worry, a Wolf in Sheep's Clothing, a Hypnotized és a Killer in the Mirror. Az együttest négy tag alkotja: Cody Carson, Maxx Danziger, Dan Clermont és Zach DeWall.

## Stúdióalbumok
- Cinematics (2012)
- Duality (2014)
- Upside Down (2016)
- Midnight (2019)